# 유등로 (순창 남원)
유등로(Yudeung-ro)는 전북특별자치도 순창군 순창읍 유등사거리 와 남원시 대강면 평촌삼거리 를잇는 도로이다.

## 주요 경유지
전북특별자치도
- 순창군 (순창읍) - 남원시 (대강면)

## 노선
| 이름        | 접속 노선                 | 소재지 | 소재지 | 비고 |
| ----------- | ------------------------- | ------ | ------ | ---- |
| 유등사거리  | 국도 제27호선 (대동로)    | 순창군 | 순창읍 |      |
| 창신육교    |                           | 순창군 | 순창읍 |      |
| 오산 교차로 | 지방도 제745호선 (금탄로) | 순창군 | 순창읍 |      |
| 오산사거리  | 학오길                    | 순창군 | 순창읍 |      |
| 내이삼거리  | 오교길                    | 순창군 | 순창읍 |      |
| 유촌대교    |                           | 순창군 | 순창읍 |      |
| 버들교      |                           | 순창군 | 순창읍 |      |
| 유촌삼거리  | 유적로                    | 순창군 | 순창읍 |      |
| 책암교      |                           | 순창군 | 순창읍 |      |
| 평촌삼거리  | 국도 제13호선 (섬진로)    | 남원시 | 대강면 |      |

## 주요 건물 및 시설
- 한국전력공사 순창지사 (유등로 18/남계리 893)
- 유등치안센터 (유등로 385/외이리 558-1)
- 유등보건지소 (유등로 395/외이리 606-1)
- 유등면 사무소 (유등로 405/외이리 582-1)
- 순창유등취급국 (유등로 404/외이리 579-1)
- 농협 순창농협 유등지점 (유등로 411/외이리 191-7)
- 농협 순창농협 하나로마트 유등점 (유등로 411/외이리 191-7)
- 유등초등학교 (유등로 413/외이리 186)